# Гаёк (Львовская область)
Гаёк (укр. Гайок) — село в Каменка-Бугской городской общине Львовского района Львовской области Украины.
Население по переписи 2001 года составляло 112 человек. Занимает площадь 3,2 км². Почтовый индекс — 80422. Телефонный код — 3254.